# Södra Gravartjärn
Södra Gravartjärn är en sjö i Härjedalens kommun i Härjedalen och ingår i Göta älvs huvudavrinningsområde. Södra Gravartjärn ligger i Rogen Natura 2000-område.